# Jean Baptiste François Pitra
Jean Baptiste François Pitra (ur. 1 sierpnia 1812 w Champforgeuil, zm. 9 lutego 1889 w Rzymie) – francuski duchowny rzymskokatolicki, benedyktyn, kardynał.

## Życiorys
Święcenia kapłańskie przyjął w 1836. Kreowany kardynałem na konsystorzu w 1863. Prefekt Biblioteki Watykańskiej (1869-1875) i Tajnych Archiwów Watykańskich (1869-1879). Kardynał biskup Frascati (1879-1884) i Porto-Santa Rufina (1884-1889). Wicedziekan Kolegium Kardynalskiego (1884-1889).

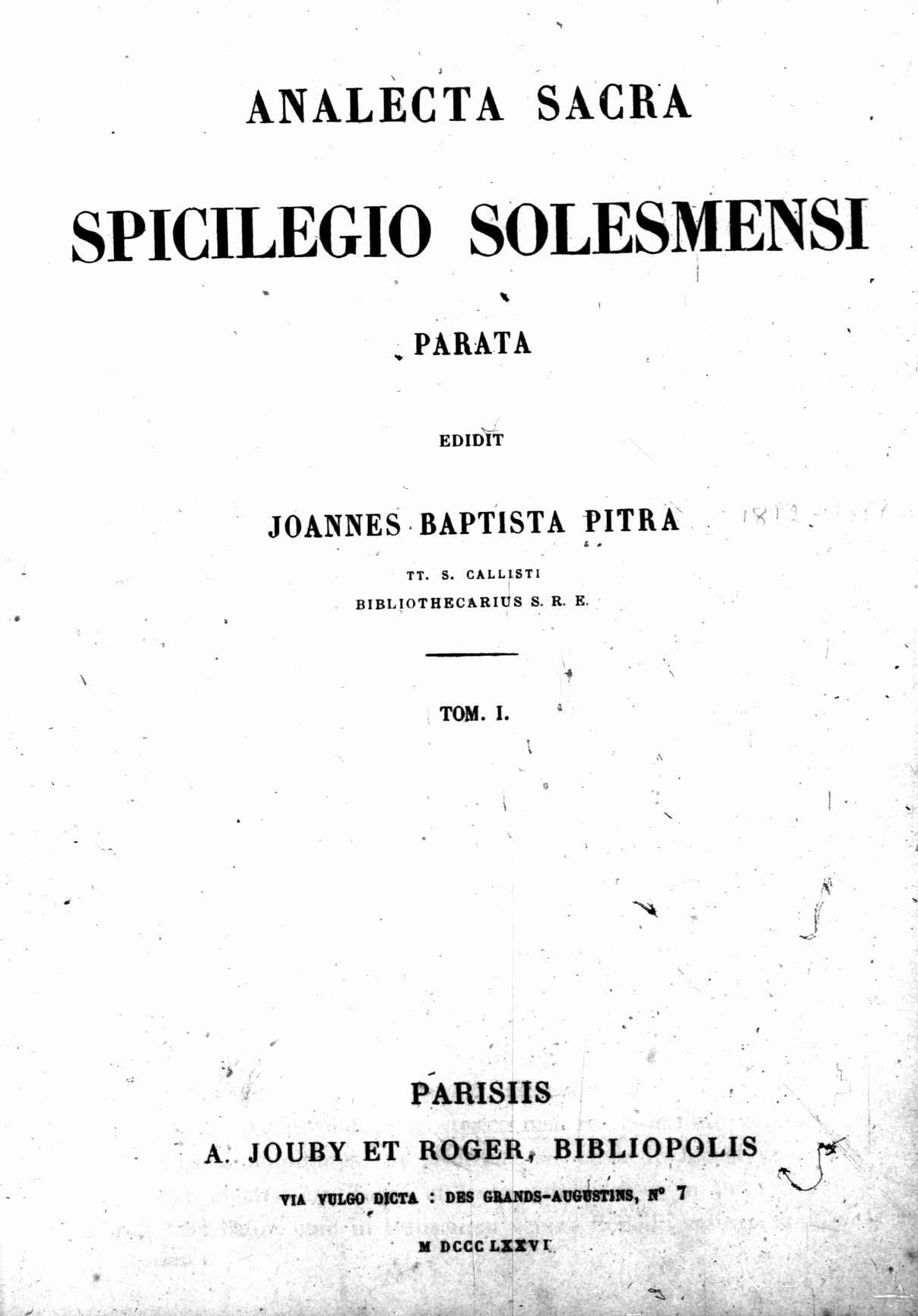
Analecta sacra spicilegio solesmensi parata, 1876